# 南湖街道 (深圳市)
南湖街道是中国广东省深圳市罗湖区下辖的一个街道，成立於1983年12月。轄區範圍東起文錦路、西至布吉河、北起深南東路、南至深圳河，與香港新界毗鄰，總面積為2.633平方公里。辖区内有罗湖口岸、文锦渡口岸、深圳火车站、深圳地铁罗湖站、罗湖村、向西村等。总人口近16万人，其中戶籍人口15692戶（44227人）；常住人口9315戶（26003人）；暫住人口29730戶（89016人）。
南湖街道是羅湖區建區後最早成立的6個街道辦事處之一，是深圳經濟特區開發最早、發展最快的城區，也是繁華的商業、貿易和金融中心。轄區內高樓林立，街道縱橫交錯，有作為深圳經濟特區標誌的國貿大廈、發展中心大廈；有全國客流量最大的陸路口岸：羅湖口岸，平均每天出入境人數約25萬人，節日高峰期達到約50萬人；有最繁忙的貨運口岸：文錦渡口岸；有深圳火車站、深圳地鐵罗湖站、羅湖汽车站等，是進出特區的重要門戶。
區內高樓林立，16層以上的樓宇有135棟，有物業管理機構94個；轄區內商場門店有3302家；酒店91家，其中有陽光酒店、富臨大酒店、香格里拉大酒店、富苑酒店、彭年酒店5家五星級酒店；酒樓、餐廳402家；歌舞廳、俱樂部等休閑娛樂場所48家；銀行（含營業所）58間，其中中資銀行44間，外資銀行14間；證券交易所8間。

## 行政区划
南湖街道下辖以下地区：
友谊社区、罗湖桥社区、建南社区、新港社区、建中社区、文锦社区、海关社区、和平社区、渔民村社区、罗湖社区、向西社区、新南社区、嘉北社区和嘉南社区。